# Alexandru Athanasiu
Alexandru Athanasiu (Bucarest, 1º gennaio 1955) è un politico rumeno.
Deputato della Romania tra il 1992 e il 1996 e Senatore tra il 2000 e il 2008 rispettivamente nel collegio di Bucarest e in quello del Bihor per il PSD.
Ha ricoperto l'incarico di Ministro dell'Istruzione e della Ricerca nel Governo Năstase, dal 2003 al 2004 e di Ministro del Lavoro e della Protezione Sociale nel Governo Ciorbea e nel Governo Vasile, dal 1996 al 1999, ha raggiunto il vertice della sua carriera politica alla fine del 1999 quando è stato eletto ad interim Primo ministro della Romania.

## Biografia
Nato a Bucarest, Athanasiu ha studiato nel Colegiul Naţional Gheorghe Lazăr, prestigioso liceo cittadino, e ha conseguito la laurea in giurisprudenza. Tra il 1978 e il 1982 ha lavorato come impiegato presso la Corte d'Appello.
È entrato in politica dopo la caduta del comunismo nel Partito della Democrazia Sociale di Romania (Partidul Democraţiei Sociale din România - PDSR) ed eletto deputato nelle elezioni del 1992. Nel 1999 rimpiazzò Sergiu Cunescu alla guida del PSDR, portandolo alla fusione con il partito di Adrian Năstase. Tale fusione ha permesso la nascita del PSD.
Eletto primo ministro ad interim, alle elezioni del 2000 e in quelle del 2004 è stato eletto senatore.
Sposato, ha due figli.